# Nainital Cantonment
Nainital Cantonment es una ciudad y acantonamiento situado en el distrito de Nainital,  en el estado de Uttarakhand (India). Su población es de 1398 habitantes (2011). Se encuentra a 11 km de Nainital.

## Demografía
Según el censo de 2011 la población de Nainital Cantonment era de 1398 habitantes, de los cuales 777 eran hombres y 621 eran mujeres. Nainital Cantonment tiene una tasa media de alfabetización del 96,04%, superior a la media estatal del 78,82%: la alfabetización masculina es del 98,61%, y la alfabetización femenina del 92,82%.